# Rozgłośnia Harcerska
Rozgłośnia Harcerska – najstarsza polska niepubliczna stacja radiowa. Powstała 17 marca 1957 (pierwszy program wyemitowano 24 kwietnia 1957) w ramach Związku Harcerstwa Polskiego. Do 1960 funkcjonowała pod nazwą Radiostacja Harcerska. Była jedyną stacją radiową w bloku państw socjalistycznych działającą poza państwowymi strukturami radiowo-telewizyjnymi.

## Profil programowy stacji
Rozgłośnia Harcerska nadawała muzykę przeróżnych gatunków, której próżno było szukać w innych stacjach radiowych. Od początku jej istnienia debiutowało na jej falach wielu powszechnie znanych muzyków i wiele grup muzycznych, m.in. Czesław Niemen, Maryla Rodowicz, Alibabki, Kobranocka, Kult, T.Love i wielu innych.

## Osobowości
Rozgłośnia Harcerska była również miejscem debiutu takich osobowości medialnych jak m.in. Witold Pograniczny, Marek Gaszyński, Jacek Fedorowicz, Piotr Kaczkowski, Adam Halber, Małgorzata Halber, Roman Czejarek, Włodzimierz Kleszcz, Tomasz Knapik, Janusz „Kosa” Kosiński, Wojciech Mann, Jurek Owsiak, Tadeusz Sznuk oraz wielu innych. Niepodważalną rolę w historii polskiego rocka odegrała nadawana na jej falach Lista przebojów Rozgłośni Harcerskiej autorstwa Jacka Bromskiego (pierwsze wydanie w 1965).
Prowadzona była między innymi przez: Jacka Bromskiego, Jacka Olechowskiego, Pawła Kopra, Włodzimierza Soporka, Andrzeja Urbańskiego, Janusza „Kosę” Kosińskiego, Jacka Kwiatkowskiego, Bogdana Fabiańskiego (w końcówce lat 70. i przed stanem wojennym). W połowie lat 80. prowadzona przez Pawła Sitę i Bożenę Sitek (pełna nazwa to Polski Independent, rockowa lista Rozgłośni Harcerskiej), następnie redaktora Rafałko i redaktora Zeglera, Jarka Mateńskiego, Aleksandra Rogozińskiego. 11 listopada 1998 Rozgłośnia Harcerska przekształciła się w Radiostację, a lista zmieniła nazwę na „Lista Tygodnia”.
W okresie Pawła Kopra, Włodzimierza Soporka, Andrzeja Urbańskiego z listą współpracowała spikerka Alina Rudnicka i realizator Zbigniew Głodkowski.

## Historia
Programy radiowe były nadawane początkowo na falach krótkich w amatorskim paśmie 40 metrów (pomiędzy 7040 a 7090 kHz), następnie emisję przeniesiono na 7205 kHz i nadawano w późniejszym okresie równolegle w paśmie 49 metrów (m.in. na 5960 kHz) oraz paśmie 25 metrów tak z nadajników zlokalizowanych w siedzibie Rozgłośni przy ul. Marii Konopnickiej 6, jak i Centrum Nadawczego Warszawa Radiówek k. Józefowa (6135 kHz, 7285 kHz oraz 11815 kHz). Dawny telefon do RH to 21-15-07.
Program Rozgłośni Harcerskiej był także nadawany w sieci Programu II oraz Programu IV Polskiego Radia.
W czwartki na falach Rozgłośni Harcerskiej nadawany był magazyn naukowo-techniczny, w którym z inicjatywy red. Tomasza Jordana od 1984 roku emitowano programy komputerowe, które po nagraniu na kasecie magnetofonowej mogły być uruchamiane przez słuchaczy na ich komputerach. Wobec zainteresowania tą formą komunikacji oraz rosnącej popularności komputerów w społeczeństwie, 1 lipca 1986 rozpoczęto emisję osobnej audycji „Radiokomputer”, w której prezentowano nowości ze świata komputerów oraz kontynuowano emisję programów dla systemów Commodore 64, Atari XL/XE i ZX Spectrum. Głównie były to przesyłane do rozgłośni programy edukacyjne rodzimych twórców, dla których często był to jedyny kanał dystrybucji efektów swojej pracy.
Od 17 września 1990 program nadawany był wyłącznie na 7205 kHz, a od kwietnia 1992 także na częstotliwości 67,55 MHz z nadajnika zainstalowanego w siedzibie stacji. Emisję zakończono 5 lipca 1993 o godz. 18:03 w związku z wejściem w życie Ustawy o radiofonii i telewizji, nakazującej nadawcom posiadanie koncesji zezwalającej na nadawanie.
Po uzyskaniu koncesji ponadregionalnej Rozgłośnia Harcerska wznowiła nadawanie w Warszawie na 101,5 MHz (17 września 1994). Kolejne nadajniki uruchomiono w marcu 1995, już z pomocą inwestora – belgijsko-niemieckiej spółki Kontakt – w Gdańsku na 92 MHz, Gdyni na 101,1 MHz, Poznaniu na 101,6 MHz, Rzeszowie na 96,4 MHz i Wrocławiu na 106,9 MHz. Wtedy też zmieniono nazwę stacji na RH Kontakt (połączenie akronimu Rozgłośni Harcerskiej i nazwy nowego współwłaściciela), zmodyfikowano ramówkę, a hasłem przewodnim stały się Pozytywne wibracje.
Z końcem 1997 spółka Kontakt wycofała swoje udziały w stacji, od stycznia 1998 Rozgłośnia Harcerska znów działała samodzielnie, przez pewien czas funkcjonował jedynie nadajnik w Warszawie. Kolejnym inwestorem zostało norweskie Radio P4. Rozgłośnię Harcerską przekształcono w Radiostację, autorem nazwy był Paweł Sito. Działała odtąd na zasadach w pełni komercyjnych, już bez treści harcerskich w programie. W marcu 1999 Radio P4 wycofało się z projektu i rozgłośnia po raz kolejny znalazła się w trudnej sytuacji finansowej. Nowym inwestorem została spółka Eurozet, nadawca ogólnopolskiego Radia Zet.
W 2001 uruchomiono nadajnik w Krakowie (93,7 MHz), w 2003 nadajnik w Olsztynie (91,9 MHz), w 2005 uruchomiono nadajniki w Zielonej Górze (92,9 MHz) i Łodzi (104,5 MHz), a w 2006 nadajnik w Jemiołowie k. Łagowa (98,4 MHz). Program był nadawany także przez satelitę Hot Bird 7 na pozycji 13E.
W 2008 Radiostację przekształcono w Planetę FM.

## Nagrania archiwalne
W 2011 zdigitalizowano w Muzeum Harcerstwa i udostępniono archiwalne audycje Rozgłośni Harcerskiej. Projekt zrealizowano dzięki dofinansowaniu Narodowego Instytutu Audiowizualnego w ramach Programu „Dziedzictwo cyfrowe”, obejmuje on prawie 100 godzin nagrań audycji z lat 1968–1992, głównie reportaży i wywiadów.